# میوکوس
میوکوس (به صربی: Miokus) یک منطقهٔ مسکونی در صربستان است که در شاباتس واقع شده‌است. میوکوس ۴۰۶ نفر جمعیت دارد.